# Ayoûn el-Atroûs
Aïoun El Atrouss este o comună din departamentul Aïoun El Atrouss, Regiunea Hodh El Gharbi, Mauritania, cu o populație de 11.867 locuitori.